# Голден-Бич (Флорида)
Голден-Бич (англ. Golden Beach) — муниципалитет, расположенный в округе Майами-Дейд (штат Флорида, США) с населением в 909 человек по статистическим данным переписи 2000 года.

## География
По данным Бюро переписи населения США муниципалитет Голден-Бич имеет общую площадь суши в 0,78 квадратного километра, расположен вдоль побережья и каналов частично на материковой и частично на полуостровной части. Только две линии застройки из 8 не имеют выхода к воде. 
Муниципалитет Голден-Бич расположен на высоте уровня моря.
С юга граничит с городом Санни-Айлс-Бич.

## Демография
По данным переписи населения 2000 года в Голден-Бич проживало 909 человек, 234 семьи, насчитывалось 282 домашних хозяйства и 341 жилой дом. Средняя плотность населения составляла около 1165,38 человека на один квадратный километр. Расовый состав населённого пункта распределился следующим образом: 95,43 % белых, 0,33 % — чёрных или афроамериканцев, 0,11 % — коренных американцев, 1,41 % — азиатов, 1,85 % — представителей смешанных рас, 0,87 % — других народностей. Испаноговорящие составили 21,76 % от всех жителей.
Из 282 домашних хозяйства в 49,3 % воспитывали детей в возрасте до 18 лет, 72,3 % представляли собой совместно проживающие супружеские пары, в 8,5 % семей женщины проживали без мужей, 17,0 % не имели семей. 13,8 % от общего числа семей на момент переписи жили самостоятельно, при этом 8,2 % составили одинокие пожилые люди в возрасте 65 лет и старше. Средний размер домашнего хозяйства составил 3,26 человека, а средний размер семьи — 3,55 человека.
Население муниципалитета по возрастному диапазону по данным переписи 2000 года распределилось следующим образом: 34,6 % — жители младше 18 лет, 3,5 % — между 18 и 24 годами, 24,5 % — от 25 до 44 лет, 26,2 % — от 45 до 64 лет и 11,2 % — в возрасте 65 лет и старше. Средний возраст жителей составил 39 лет. На каждые 100 женщин в Голден-Бич приходилось 96,4 мужчины, при этом на каждые сто женщин 18 лет и старше приходилось 85,5 мужчины также старше 18 лет.
Средний доход на одно домашнее хозяйство составил 136 686 долларов США, а средний доход на одну семью — 141 557 долларов. При этом мужчины имели средний доход в 81 193 доллара США в год против 58 750 долларов среднегодового дохода у женщин. Доход на душу населения составил 136 686 долларов в год. Все семьи муниципалитета имели доход, превышающий уровень бедности.